# سیارک ۱۳۲۶
سیارک ۱۳۲۶ (به انگلیسی: 1326 Losaka، نامگذاری:1934NS) هزار و سیصد و بیست و ششمین سیارک کشف شده‌است که در ۱۴ ژوئیه ۱۹۳۴ کشف شد.
قدر مطلق سیارک برابر ۱۰٫۹۲ است.